# Nyáry Béla
Nyáregyházi báró Nyáry Béla (Pest, 1845. – Varsány (Hont megye), 1900. január 7.) császári és királyi kamarás és országgyűlési képviselő.

## Élete
Báró Nyáry Antal koronaőr és felső-kubinyi és nagy-olaszi Kubinyi Jozéfa legifjabb fia. Tanulmányait előbb szülővárosában Gönczy Pál nevelőintézetében végezte, majd a református gimnáziumban. 
Mint egyetemi hallgató a császári és királyi hadsereg III. huszárezredébe lépett; az olaszországi hadjáratban részt vett és a custozzai ütközetben annyira kitüntette magát vitézsége által, hogy Albrecht főherceg maga tűzte fel mellére a tiszti érdemkeresztet és a napiparancsban is dicsérettel említették. Az olasz hadjárat befejezte után főhadnagyi ranggal hagyta el a katonaságot. 
1877-ben császári és királyi kamarási címet nyert és 1879-ben feleségül vette Radvánszky Antal báró leányát Máriát és bagonyai (Hont megye) birtokán telepedett le, ahol a kolera kitörése alkalmával saját költségén gyógyíttatta és személyesen is ápolta a betegeket; így népszerűségre jutva, az ipolysági, majd a korponai választókerületet képviselte az országgyűlésen, ahol a Szabadelvű Párt híve volt. Hont vármegye törvényhatósági bizottságának tagja és a barsi református egyházmegye főgondnoka volt.
Több gazdasági cikket írt; ezek közül a disznóoltásról írt cikke figyelmet keltett.
Országgyűlési beszédei a Naplókban vannak.